# Nenad Stojković
Nenad Stojković (* 26. Mai 1956 in Prizren, SFR Jugoslawien) ist ein ehemaliger jugoslawischer Fußballspieler.

## Karriere
Stojković begann seine Karriere bei FK Partizan Belgrad 1974. Er gewann in der Zeit bis 1984 drei jugoslawische Meisterschaften und wurde 1978 jugoslawischer Spieler des Jahres. In seiner Zeit in Belgrad wurde er zur Fußball-Weltmeisterschaft 1982 in Spanien einberufen. Er wurde bei dieser WM dreimal eingesetzt und bekam eine Gelbe Karte, weiters schieden die Jugoslawen in der Gruppenphase aus. Er wurde auch in den Kader der Jugoslawen zur Fußball-Europameisterschaft 1984 in Frankreich einberufen. Stojkovic wurde dreimal eingesetzt, die Jugoslawen schieden in der Gruppenphase aus. Nach der EM wechselte er nach Frankreich. Zuerst spielte er zwei Jahre in Monaco beim AS Monaco. Er wurde in seinem ersten Jahr französischer Pokalsieger und französischer Supercupsieger. 1986 wechselte er zum HSC Montpellier, zwei Jahre später zum FC Mulhouse, wiederum zwei Jahre später zum AS Nancy und zum Schluss war er beim SC Amiens unter Vertrag. Er beendete seine Karriere 1992, danach war er Trainer bei AS Cannes.

## Erfolge
- Jugoslawischer Meister (3): 1975/76, 1977/78, 1982/83
- Französischer Pokalsieger: 1985
- Französischer Supercupsieger: 1985
- Jugoslawiens Fußballer des Jahres: 1978